# 1945
| 1945                                                                     |
| ------------------------------------------------------------------------ |
| Dødsfald - Fødsler                                                       |
| • Begivenheder • Film • Litteratur • Musik • Politik • Sport • Videnskab |

| Gregoriansk kalender | 1945 MCMXLV             |
| Ab urbe condita      | 2698                    |
| Armensk kalender     | 1394 ԹՎ ՌՅՂԴ            |
| Kinesiske kalender   | 4641 – 4642 甲申 – 乙酉 |
| Etiopisk kalender    | 1937 – 1938             |
| Jødisk kalender      | 5705 – 5706             |
| Hindukalendere       |                         |
| - Vikram Samvat      | 2000 – 2001             |
| - Shaka Samvat       | 1867 – 1868             |
| - Kali Yuga          | 5046 – 5047             |
| Iransk kalender      | 1323 – 1324             |
| Islamisk kalender    | 1364 – 1365             |

Konge i Danmark: Christian 10. 1912-1947
Se også 1945 (tal)

## Begivenheder

### Januar
- 1. januar – Tyskerne begynder tilbagetrækning fra Ardennerne
- 1. januar - De Forenede Nationer (FN) træder sammen for første gang
- 2. januar – Én af besættelsens største enkeltsabotager fandt sted, da modstandsgruppen BOPA sprængte radiofabrikken Torotor i Ordrup i luften
- 7. januar - ved en fejl går et amerikansk jagerfly til angreb på en holdende passagertog på Aarup station. 14 dør og 31 bliver såret
- 9. januar - Den amerikanske hær invaderer Luzon på Filippinerne
- 12. januar – Sovjetunionen begynder en massiv offensiv mod Tysklands østlige provinser.
- 17. januar – Den svenske diplomat Raoul Wallenberg forsvinder sporløst i Ungarns hovedstad Budapest.
- 17. januar – Sovjetiske styrker "befrier" Warszawa – og besætter byen.
- 17. januar – Josef Mengele, forlader hurtigt Auschwitz, bare 10 dage inden lejren bliver "befriet" (Mengele druknede senere i 1979 i Brasilien)
- 18. januar - Apollo-teatret i København bliver sprængt i luften ved tysk schalburgtage eller kontrasabotage, som tyskerne kaldte det
- 25. januar - Ardenneroffensiven, nazisternes sidste modoffensiv på vestfronten slår fejl
- 27. januar – de tyske koncentrationslejre Birkenau og Auschwitz bliver "befriet" af sovjetiske tropper
- 30. januar - cirka 7.700 personer omkommer, da det tyske skib Wilhelm Gustloff bliver torpederet af en sovjetisk ubåd. Det er historiens (2003) mest dødbringende skibsforlis

### Februar
- 4. februar - Jaltakonferencen indledes
- 5. februar – Verdens hurtigste registrerede hest, var Big Racket, som nåede op på hele 69,6 km/t i et hestevæddeløb i Mexico City
- 11. februar - Jaltakonferencen afsluttes og Jalta-aftalen underskrives af Roosevelt, Churchill og Stalin
- 13.-14. februar - Dresden sønderbombes af de allierede styrker
- 19. februar - Slaget om Iwo Jima: Omkring 30.000 amerikanske marinesoldater går i land på Iwo Jima

### Marts
- 5. marts - den tyske by Köln falder til de allierede styrker
- 6. marts - Tyskernes sidste offensiv i krigen er et forsøg på forsvar af de ungarske oliefelter
- 10. marts - Tokyo bombes af 334 B-29 Superfortress’ere, der smider brandbomber, og starter derved en ildstorm - 120.000 omkomne
- 12. marts - amerikansk bombetogt mod Swinemünde[1]
- 12. marts - på vej hjem fra bombetogtet mod Swinemünde, udkæmpes i nærheden af Haderslev en jagerfly-luftkamp mellem 3 tyske Messerschmitt Bf 109 og 4 amerikanske P-51 Mustang, Tre fly bliver skudt ned[2]
- 16. marts - byen Würzburg i Tyskland bliver stort set udslettet på blot 20 minutter af britiske bombefly. Omkring 5.000 mennesker omkommer
- 19. marts - Nero-befalingen: Adolf Hitler beordrer ødelæggelsen af industri, infrastruktur m.m. inden for Tyskland
- 19. marts - Sankt Nikolai Kirke i Kolding udsættes for schalburgtageFolk kigger på et brændende tog, der er eksploderet under overfarten på Langebro
- 21. marts – RAF bomber Shellhuset i København i Operation Karthago. Ved et uheld bombes også Den Franske Skole på Frederiksberg, kvarteret omkring den samt en ejendom på Sønder Boulevard
- 22. marts - Den Arabiske Liga bliver dannet af 7 mellemøstlande ved et møde i Cairo
- 27. marts - BOPA saboterer Langebro i København ved at placere 150 kg. dynamit på et tog, der eksploderer imens det er på broen

### April
- 7. april - Den Røde Hær når frem til Wien.
- 7. april - det japanske slagskib Yamato sænkes af amerikanske fly under Operation Ten-Go
- 9. april - efter opfordring fra frihedsbevægelsen holdes der to minutters stilhed for faldne modstandsfolk kl. 12.00. På Københavns Rådhusplads skyder Hipo-folk ind i mængden med automatvåben
- 11. april - Hannover i Tyskland falder til de allierede styrker
- 12. april – USA's præsident siden 1933, Franklin Delano Roosevelt dør. Han efterfølges af sin vicepræsident Harry S. Truman
- 12. april - Allierede styrker befrier KZ-lejren Bergen-Belsen
- 15. april - 35 hvide busser fra svensk og dansk Røde Kors undsætter de danske jøder i KZ-lejren Theresienstadt i Tjekkoslovakiet. Grev Folke Bernadotte havde af Tyskland fået lov til at hente såvel danske som norske fanger til Sverige til "krigsafslutningen"
- 16. april – russiske styrker nærmer sig Berlin, og kampen om Berlins forssvarsværk, Seelowhøjderne, er netop skudt i gang
- 18. april - de tyske tropper i Ruhr distriktet overgiver sig
- 19. april – Seelow bliver indtaget af russerne, efter 3 dages voldsomme kampe. Nu begynder russernes omringnings-taktik af Berlin, og Slaget om Berlin er påbegyndt
- 20. april - Skandinaviske fanger - fra KZ lejre og tugthuse i Nazi Tyskland - forlader Neuengamme koncentrationslejr med De hvide busser
- 20. april - russiske styrker trænger ind i Berlin
- 25. april – Amerikanske og sovjetiske tropper mødes ved byen Strehla ved Elben
- 25. april - de tyske tropper i Norditalien overgiver sig efter den italienske modstandsbevægelse har iværksat en offensiv. Den fascistiske italienske regering opløses og Benito Mussolini tages til fange
- 25. april - Der indledes forhandlinger i San Francisco om grundlæggelsen af De Forenede Nationer.
- 26. april - Philippe Pétain bliver arresteret for forræderi
- 27. april – Omringningen af Berlin er færdiggjort, og i mellemtiden er over 7. mio. granater blevet skudt ned i Tysklands hovedsted. Den Røde Hær trænger ind i byens gader, og voldsomme kampe følger heraf i dagene efter – tyskernes tropper er i stort undertal, og består hovedsageligt at Hitlerjugend-spejdere, ældre mænd fra Volkssturm, tilfældige Wehrmacht-soldater og en del SS-divisioner.
- 28, april - Benito Mussolini tages til fange af kommunistiske partisanere og bliver henrettet
- 29. april - USA's 7th Armé befrier koncentrationslejren Dachau
- 29. april - Adolf Hitler gifter sig med Eva Braun og udpeger Karl Dönitz som sin efterfølger
- 29. april - Desmond Doss redder 75 sårede krigskammerater i slaget om Okinawa ved Hacksaw Ridge. Senere filmatiseret i den Oscar vindende film Hacksaw Ridge
- 30. april – Tysklands fører, Adolf Hitler, indser at kampen er tabt og han skyder sig selv, sammen med sin kone Eva Braun i Førerbunkeren. Inden selvmordet, har han overladt ledelsen af Tyskland til storadmiral, Karl Dönitz.

### Maj
- 1. maj - fremprovokeret af den røde hærs besættelse af byen, begår ca. 1.000 indbyggere i Demmin selvmord
- 1. maj - soldater fra Den Røde Hær hejser det sovjetiske flag over den udbrændte Rigsdagsbygning i Berlin
- 2. maj – russerne har nået Rigskancelliet og Førerbunkeren, og lederen af Berlins forsvar, general Helmuth Weidling, beder de sidste tyske tropper om at standse kampene mod overmagten. Slaget om Berlin er overstået, og ca. 500.000 tyskere tages til fange
- 2. maj - Berlin overgiver sig til Den Røde Hær, og britiske styrker erobrer Lübeck, mens sovjetiske styrker erobrer Rostock og Warnemünde. De tyske tropper i Italien overgiver sig
- 4. maj - Frihedsbudskabet: I BBC's danske udsendelse meddeler Johannes G. Sørensen kl. 20:36, at "de tyske tropper i Danmark, Holland og Nordvesttyskland har overgivet sig"

- 5. maj – Danmark befries af de allierede, hvilket afslutter 2. verdenskrig for Danmarks vedkommende. Bornholm befries dog først senere. (Se: Besættelsen)
- 5. maj – ligeledes meddeler den britiske overkommando, at de tyske styrker i Holland og Nordvest-tyskland også har overgivet sig betingelsesløst
- 5. maj - modstandsfolkene kommer til Ryvangen og finder 202 grave med danske frihedskæmpere og folk, som er faldet i ildkamp mod tyskerne. Det besluttes at anlægge en mindelund på stedet
- 5. maj - Hitlers efterfølger, Karl Dönitz, beordrer alle tyske undervandsbåde til at stoppe alle offensive operationer og vende tilbage til deres baser
- 7. maj – Russerne bomber Rønne og Nexø. (Gentages dagen efter).
- 8. maj – Victory In Europe Day (VE Day): De sidste tyske tropper, indstiller kampene på alle fronter i hele Europa og overgiver sig betingelsesløst; 2. verdenskrig er definitivt afsluttet i Europa, men fortsætter stadig i Stillehavet
- 9. maj - Hermann Göring tages til fange af medlemmer af USA's 7th Armé
- 9. maj - Kong Christian 10. åbner den første rigsdag efter besættelsen ("Guds fred med vore døde")
- 30. maj - Folketinget genindfører dødsstraf for forbrydelser under besættelsen

### Juni
- 5. juni - Tyskland opdeles i en fransk, en britisk, en amerikansk og en russisk zone
- 6. juni - Russiske tropper finder hvad de formoder er resterne af Adolf Hitlers lig
- 7. juni - Kong Haakon 7. vender tilbage til Norge
- 10. juni - General Ebbe Gørtz indvier mindestenen Mollerupstenen for modstandsmanden P.V.T. Ahnfeldt-Mollerup opstillet på Høje Sandbjerg som en af de første mindesten i Danmark efter besættelsen
- 21. juni - den japanske ø Okinawa falder til amerikanerne

### Juli
- 5. juli - Winston Churchill taber parlamentsvalget
- 16. juli – den første atombombesprængning foretages ved Trinity Site i New Mexico, USA
- 17. juli - Potsdam-konferencen indledes med deltagelse af Harry S. Truman, Josef Stalin og Winston Churchill som afslutning på anden verdenskrig i Europa
- 20. juli - Potsdamkonferencen, hvorunder Tysklands deling efter anden verdenskrig er besluttet, afsluttes
- 26. juli – Winston Churchill træder tilbage som premierminister i Storbritannien efter at de konservative har tabt parlamentsvalget til Labour. Clement Attlee bliver ny premierminister
- 31. juli - Pierre Laval, flygtet leder af Vichy-regeringen i Frankrig, overgiver sig til de allierede styrker i Østrig

### August
- 2, august . Potsdamkonferencen, hvorunder Tysklands deling efter anden verdenskrig er besluttet, afsluttes
- 6. august – USA kaster en atombombe (Little Boy) over Hiroshima, Japan. Mindst 80.000 mennesker bliver dræbt
- 9. august – USA kaster en atombombe (Fat Man) over Nagasaki, Japan. 60-80.000 mennesker bliver dræbt
- 15. august - Japan overgiver sig betingelsesløst og 2. verdenskrig slutter
- 15. august - Nordkorea og Sydkorea bliver uafhængige
- 17. august - Indonesien erklærer sin uafhængighed af Nederlandene på dagen, som siden har været landets nationaldag
- 19. august - anført af Ho Chi Minh tager Viet Minh magten i Hanoi i Vietnam
- 29. august - 106 modstandsfolk og 31 KZ-lejrfanger bliver begravet i Mindelunden i Ryvangen

### September
- 2. september – Japan underskriver på slagskibet USS Missouri Japans betingelsesløse overgivelse og 2. verdenskrig afsluttes
- 2. september - kommunistlederen Ho Chi Minh udråber Nordvietnam som selvstændig socialistisk republik
- 7. september – Hareskov-Værløse Avis udgives for første gang ved redaktør Kaj Øgaard Sørensen og bliver kendt som KajsAvis gennem de næste 60 år
- 9. september - USA og Sovjetunionen deler Korea ved 38. breddegrad
- 9. september - Kejserriget Japan overgiver sig formelt til Kina under den 2. kinesisk-japanske krig
- 10. september - for sit samarbejde med tyskerne dømmes Vidkun Quisling, som var statsminister i Norge under 2. verdenskrig, til døden, og 24. oktober 1945 bliver han skudt. Navnet Quisling er i dag et synonym for "forræder"

### Oktober
- 13. oktober - en parlamentarisk kommission udsender en erklæring om besættelsestidens forhold. Den fastslår, at der hverken var tale om maskepi med fjenden eller om landsforræderi, da tyskerne besatte Danmark den 9. april 1940.
- 14. oktober - amerikanske soldater har klargjort Istedløven hjemtur fra Lichterfelde
- 24. oktober – Forenede Nationer (FN) grundlagt.

### November
- 20. november – Nürnbergprocessen mod 24 nazistiske krigsforbrydere påbegyndes
- 29. november - Tito omdanner Jugoslavien til en folkerepublik

### December
- 4. december - det amerikanske senat godkender USA's optagelse i FN
- 15. december - General Douglas MacArthur bestemmer, at Shinto skal afskaffes som statsreligion i Japan
- 27. december – Verdensbanken oprettes.

## Født

### Januar
- 1. januar – Jacky Ickx, belgisk racerkører.
- 3. januar – Stephen Stills, amerikansk sanger og sangskriver.
- 6. januar – Margrete Auken, dansk præst og medlem af Europaparlamentet for SF.
- 10. januar – Rod Stewart, engelsk sanger og sangskriver.
- 12. januar – Ib Friis, dansk botaniker.
- 16. januar – Birte Tove, dansk sygeplejerske og skuespillerinde (død 2016).
- 17. januar – Ib Michael, dansk forfatter.
- 27. januar – Margit Brandt, dansk modeskaber (død 2011).
- 29. januar – Tom Selleck, amerikansk filmskuespiller.
- 30. januar – Rasmus Trads, dansk erhvervsleder.

### Februar
- 6. februar – Bob Marley, jamaicansk sanger og sangskriver (død 1981).
- 9. februar – Lars P. Gammelgaard, dansk politiker (død 1994).
- 9. februar – Mia Farrow, amerikansk skuespillerinde.
- 12. februar – Maud Adams, svensk skuespillerinde.
- 14. februar – Lotte Tarp, dansk skuespillerinde og forfatter (død 2002).
- 16. februar – Jeremy Bulloch, engelsk skuespiller (død 2020).
- 17. februar – Ulla Pia, dansk sangerinde (død 2020).
- 21. februar – Lisbeth Balslev, dansk operasopran.
- 24. februar – Mikael Salomon, dansk filmfotograf og -instruktør.
- 28. februar – Bjarne Lisby, dansk musiker og entertainer.

### Marts
- 1. marts – Svenne Hedlund, svensk sanger, medlem af grupperne Hep Stars og Svenne & Lotta (død 2022).
- 6. marts – Trille, dansk sanger og sangskriver (død 2016).
- 7. marts – Steffen Møller, dansk økonom.
- 7. marts – Birger Peitersen, dansk cand.mag. og tidligere fodboldtræner.
- 8. marts – Micky Dolenz, amerikansk trommeslager (The Monkees).
- 10. marts – Henrik Elmgreen, dansk redaktør og sportschef.
- 13. marts – Anatolij Fomenko, russisk matematiker og historisk revisionist.
- 17. marts – Ole Grünbaum, dansk journalist (død 2023).
- 17. marts – Elis Regina, brasiliansk sanger (død 1982).
- 22. marts – Jan Larsen, dansk fodboldlandsholdsspiller (død 1993).
- 24. marts – Lane Lind, dansk skuespillerinde og rektor.
- 27. marts – Niels Weyde, dansk skuespiller (død 2017).

### April
- 2. april – Anne Waldman, amerikansk digter.
- 2. april – Linda Hunt, amerikansk skuespillerinde.
- 10. april – Nis Bank-Mikkelsen, dansk skuespiller.
- 18. april – Steffen Heiberg, dansk forfatter og museumsinspektør.
- 25. april – Björn Ulvaeus, svensk sanger.
- 26. april – Ole Hasselbalch, dansk jurist, professor, dr. jur. og forfatter.
- 30. april – Jan Weincke, dansk filmfotograf.

### Maj
- 1. maj – Rita Coolidge, amerikansk sangerinde.
- 8. maj – Keith Jarrett, amerikansk jazzpianist.
- 9. maj – Jupp Heynckes, tysk fodboldspiller.
- 14. maj – Yochanan Vollach, israelsk fodboldspiller.
- 16. maj – Susanne Heinrich, dansk skuespillerinde.
- 16. maj - Alan Flusser, amerikansk forfatter og designer.
- 19. maj – Pete Townshend, rock-guitarist og sangskriver.
- 24. maj – Priscilla Presley, amerikansk skuespillerinde og sangerinde.
- 31. maj – Rainer Werner Fassbinder, tysk filminstruktør (død 1982).

### Juni
- 3. juni – Gerda Eichhorn, tysk politiker.
- 10. juni – Birger Jensen, dansk skuespiller (død 1998).
- 16. juni – Torben Hundahl, dansk skuespiller (død 1989).
- 17. juni – Eddy Merckx, belgisk cykelrytter.
- 19. juni – Aung San Suu Kyi, burmesisk politiker.
- 25. juni – Carly Simon, amerikansk sangerinde.
- 26. juni – Claus Ryskjær, dansk skuespiller (død 2016).

### Juli
- 1. juli – Debbie Harry, amerikansk skuespillerinde og sangerinde.
- 2. juli – Karsten Ree, dansk forretningsmand.
- 16. juli – Dean R. Koontz, amerikansk forfatter.
- 25. juli – Joseph Delaney, engelsk forfatter (død 2022).
- 26. juli – Christian S. Nissen, tidligere generaldirektør i DR.
- 26. juli – Helen Mirren, engelsk skuespillerinde.
- 31. juli – Søren Ryge Petersen, dansk tv-havemand.

### August
- 2. august – Morten Arnfred, dansk filminstruktør.
- 2. august – Anne Mari Lie, dansk forfatter og skuespiller (død 1989).
- 7. august – Hans Otto Bisgaard, dansk studievært.
- 14. august – Steve Martin, amerikansk filmskuespiller.
- 19. august – Ian Gillan, engelsk sanger.
- 23. august – Bob Peck, engelsk skuespiller (død 1999).

### September
- 11. september – Franz Beckenbauer, tysk fodboldspiller og -træner (død 2024).
- 14. september – Vibeke Storm Rasmussen, dansk amtsborgmester og regionsrådsformand.
- 15. september – Jessye Norman, amerikansk operasanger.
- 17. september – Bruce Spence, newzealandsk skuespiller.
- 24. september – John Rutter, britisk komponist og dirigent.
- 26. september – Bryan Ferry, engelsk sanger.
- 28. september – Frede Farmand, dansk arkivar, fotograf og forfatter (død 2024).

### Oktober
- 1. oktober – Ram Nath Kovind, Indiens 14. præsident
- 18. oktober – Flemming Arnholm, dansk filminstruktør og filmselskabsdirektør (død 2008).
- 18. oktober – Norio Wakamoto, japansk tegnefilmsdubber.
- 19. oktober – John Lithgow, amerikansk skuespiller.
- 20. oktober – Romeo Benetti, italiensk skuespiller.
- 23. oktober – Kim Larsen, dansk sanger, guitarist og sangskriver (død 2018).
- 27. oktober – Luiz Inácio Lula da Silva, brasiliansk præsident.

### November
- 6. november – Jodle Birge, dansk sanger og musiker (død 2004).
- 13. november – Bengt Burg, dansk tidligere tv-vært (død 2023).
- 27. november – James Avery, amerikansk skuespiller (død 2013).

### December
- 1. december – Bette Midler, amerikansk skuespiller og sanger.
- 9. december – Andrew Birkin, britisk forfatter, skuespiller, instruktør og producer.
- 18. december – Per Holm Knudsen, dansk forfatter, psykoterapeut og sexolog.
- 20. december – Peter Criss, amerikansk musiker.
- 22. december – Georg Metz, dansk redaktør.
- 23. december – Adly Mansour, egyptisk præsident.
- 24. december – Lemmy Kilmister, engelsk musiker (død 2015).
- 30. december – Davy Jones, engelsk sanger (død 2012).
- 31. december – Barbara Carrera, nicaraguansk-amerikansk skuespillerinde.

## Dødsfald

### Januar
- 2. januar – Bertram Ramsay, engelsk admiral (født 1883).

### Februar
- 3. februar – Gyrithe Lemche, dansk forfatter og kvindesagsforkæmper (født 1866).
- 11. februar – Knud Neye, dansk lædervarefabrikant (født 1885).
- 21. februar – Anne Marie Carl Nielsen, dansk billedhugger (født 1863).

### Marts
- 15. marts – Nicolai Neiiendam, dansk skuespiller og teaterinstruktør (født 1865).
- 21. marts – Carl Hammerich, dansk kontreadmiral og modstandsmand (født 1888). – dræbt
- 23. marts – Christian Nøkkentved, dansk bygningsinspektør og professor (født 1892).
- 26. marts – David Lloyd George, engelsk politiker og tidligere premierminister (født 1863).

### April
- 6. april – Kim Malthe-Bruun, dansk frihedskæmper (født 1923). – henrettet
- 9. april – Anders Lassen, VC, engelsk soldat i 2. verdenskrig, falder i kamp ved den italienske sø Comacchio (født 1920).
- 9. april – Dietrich Bonhoeffer, tysk luthersk præst og teolog (født 1906). – henrettet
- 12. april – Franklin D. Roosevelt, amerikansk præsident (født 1882).
- 17. april – Helmut Pfeiffer, tysk jurist og SS-officer (født 1907).
- 20. april – Franz Šedivý, tjekkisk/dansk tegner og litograf (født 1864).
- 26. april – Dietrich von Jagow, tysk ambassadør i Ungarn og SA-general (født 1892).
- 28. april – Benito Mussolini, italiensk diktator (født 1883).
- 30. april – Adolf Hitler, tysk diktator (født 1889). – selvmord
- 30. april – Eva Braun, Hitlers elskerinde (født 1912). – selvmord
- 30. april – G.N. Brandt, dansk have- og landskabsarkitekt (født 1878).

### Maj
- 1. maj – Joseph Goebbels, tysk propagandaminister (født 1897). – selvmord
- 2. maj - Martin Bormann, tysk nazistisk politiker (født 1900).
- 20. maj – Otto von Munthe af Morgenstierne, dansk personalhistoriker (født 1871).
- 23. maj – Heinrich Himmler, tysk leder af SS (Schutzstaffel) (født 1900). – selvmord

### Juni
- 8. juni – Robert Desnos, fransk forfatter (født 1900).
- 15. juni – Bent Holstein, dansk politiker og hofjægermester (født 1881).

### Juli
- 6. juli – Aage Nielsen, dansk ingeniør, entreprenør og søofficer (født 1873).

### August
- 2. august – Pietro Mascagni, italiensk komponist (født 1863).
- 10. august – Robert Goddard, amerikansk raketpioner (født 1882).
- 26. august – Franz Werfel, østrigsk forfatter (født 1890).

### September
- 9. september – Aage Bertelsen, dansk maler (født 1873).
- 11. september – Mathilde Nielsen, dansk skuespiller (født 1858).
- 14. september – Marie Christensen, dansk politiker og fagforeningsformand (født 1871).
- 24. september – Hans Geiger, tysk fysiker (født 1882).
- 25. september – Asta Mollerup, dansk danselærer og skolebestyrer (født 1881).
- 26. september – Béla Bartók, ungarsk komponist (født 1881).

### Oktober
- 19. oktober – Otto Rung, dansk forfatter og jurist (født 1874).
- 23. oktober – Louis Moe, dansk tegner (født 1857).
- 24. oktober – Vidkun Quisling, norsk forræder under 2. verdenskrig (født 1887) – henrettet.

### November
- 4. november – George Ritchey, amerikansk optiker, teleskopbygger og astronom (født 1864).
- 17. november – Elna Munch, dansk politiker og kvindesagsforkæmper (født 1871).
- 17. november – Jens Olsen, dansk astro-mekaniker (født 1872).
- 28. november – Dwight F. Davis, amerikansk tennisspiller (født 1879).

### December
- 17. december – Mikkel Hindhede, dansk læge og ernæringsforsker (født 1862).
- 21. december – George S. Patton, amerikansk pansergeneral (født 1885).

## Nobelprisen
- Fysik – Wolfgang Pauli
- Kemi – Artturi Virtanen
- Medicin – Alexander Fleming, Ernst Chain, Howard Florey
- Litteratur – Gabriela Mistral
- Fred – Cordell Hull

## Film
- Affæren Birte, dansk film.
- De kloge og vi gale, dansk film.
- De røde enge, dansk film.
- Den usynlige hær, dansk film.
- En ny dag gryer, dansk film.
- I går og i morgen, dansk film.
- Man elsker kun een gang, dansk film.
- Mens sagføreren sover, dansk film.
- Panik i familien, dansk film.

## Bøger
- Jeg har vandret ad en vej som jeg ikke har fortrudt – Kim Malthe-Bruun
- Kim. Uddrag af dagbog og breve – udgivet af Vibeke Malthe-Bruun
- Broen over Drina - Ivo Andric
- 15. juni - Astrid Lindgren indleder sit store forfatterskab med at udsende den første bog om Pippi Langstrømpe
- 17. august - George Orwells roman Kamarat Napoleon udgives